# Glinek (Mirna, Slovenija)
Glinek je naselje u slovenskoj Općini Mirna. Glinek se nalazi u pokrajini Dolenjskoj i statističkoj regiji Jugoistočnoj Sloveniji. 

## Stanovništvo
Prema popisu stanovništva iz 2002. godine naselje je imalo 24 stanovnika.